# Daniele Renier
Daniele Renier (* 1768 in Venedig; † 16. Juni 1851 in Trivignano) war von 1806 bis 1811 der erste von den Franzosen eingesetzte Bürgermeister Venedigs; dieser trug den traditionellen Titel eines Podestà. Ihm folgte im Februar 1811 Bartolomeo Gerolamo Gradenigo im Amt. Von 1842 bis 1846 war Renier der sechste Präsident des Ateneo Veneto.

## Leben

### Herkunft und Familie, Ende der Republik und Ende der Karriere (1797)

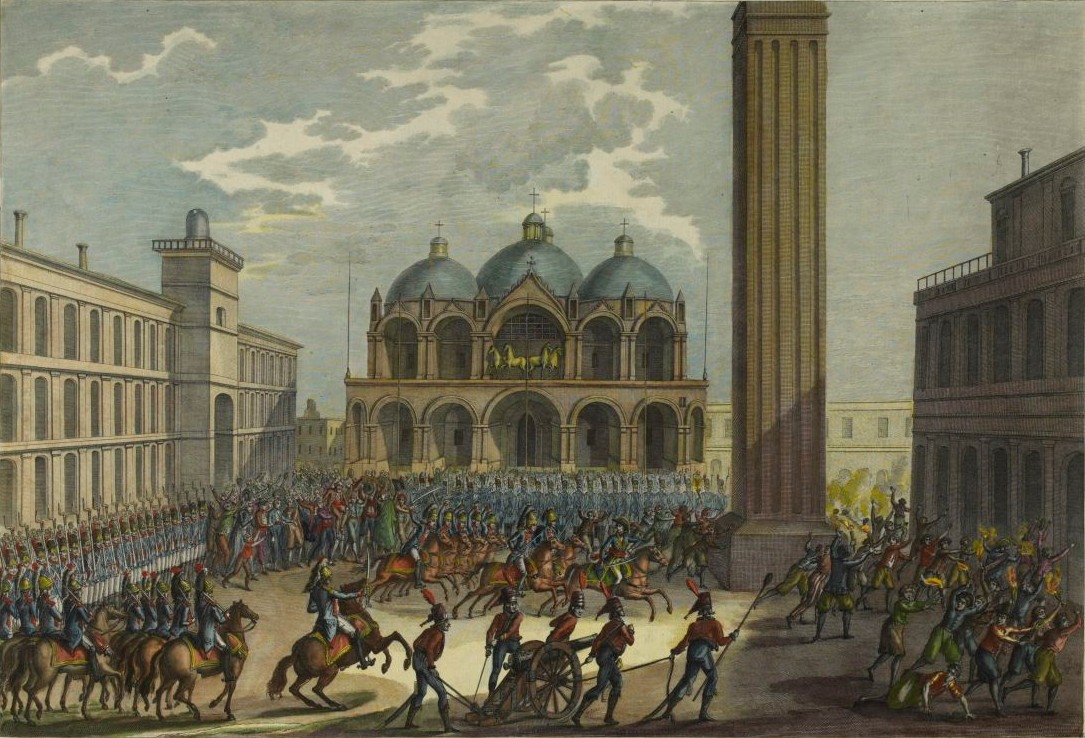
Einnahme Venedigs durch Napoleon im Mai 1797, Musée de la Révolution française

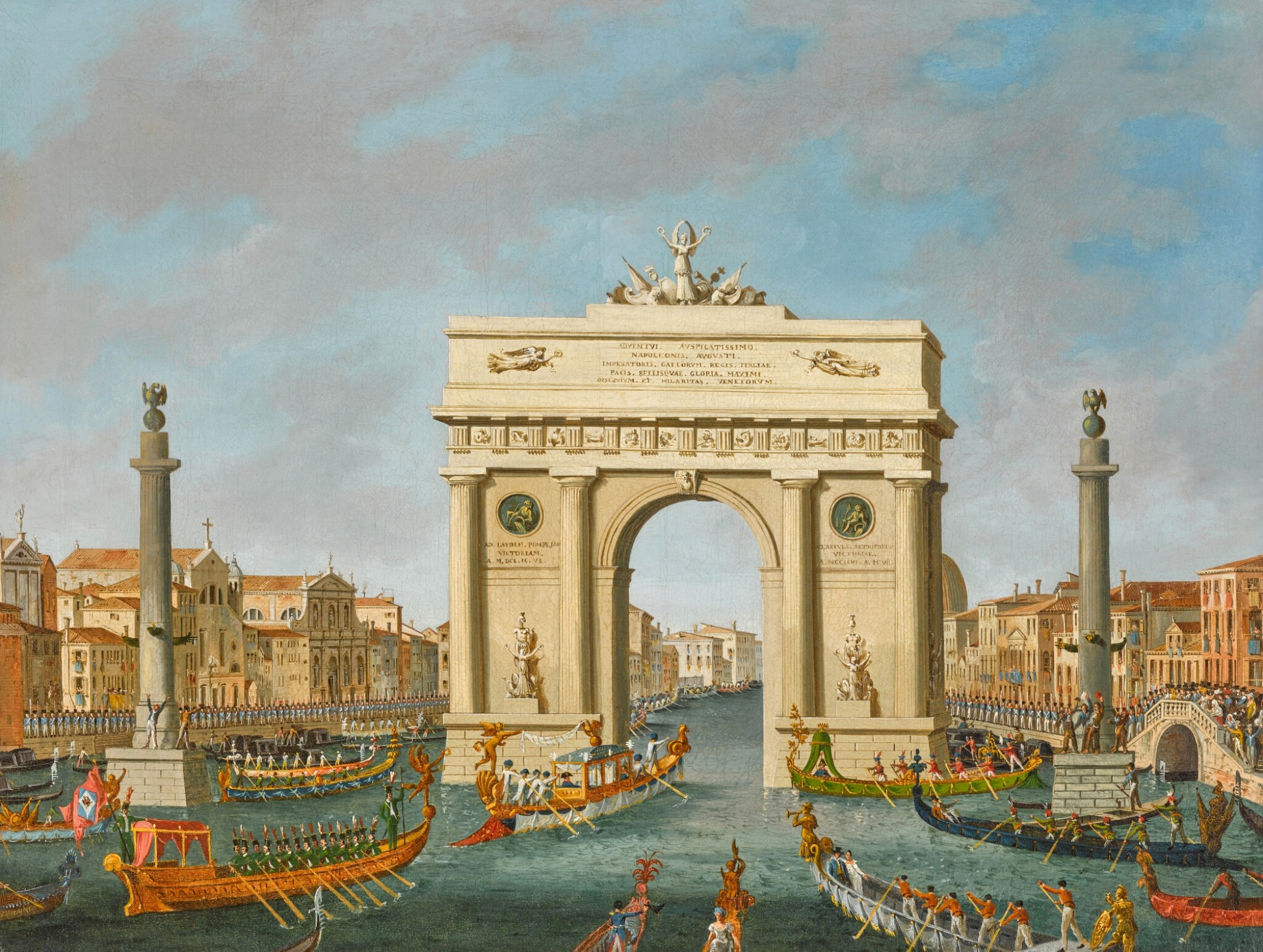
Einzug Napoleons in Venedig am 29. November 1807, Vincenzo Chilone (1758–1839), Öl auf Leinwand, 60 mal 80 cm, 1815

Daniele Renier war Sohn des Lancilotto Maria Renier und der Elisabetta Curti. Er war nur entfernt mit dem vorletzten venezianischen Dogen Paolo Renier verwandt. Im Rahmen der Republik Venedig strebte er eine juristische Karriere an und arbeitete an der Quarantia, dem obersten Gerichtshof. 1797 endeten mit der Auflösung der Republik die bis dahin gängigen Möglichkeiten Karriere zu machen.

### Berater der österreichischen Regierung (1801), Ernennung zum Bürgermeister des französischen Venedig (1806)
1801 wurde er zum Berater der österreichischen Regierung, wenn es auch Vorbehalte wegen seiner Jugend und seines geringen Erfahrungsschatzes gab. Als Venedig 1806 an Frankreich kam, machte ihn der Vizekönig Eugène Beauharnais per Dekret zum Bürgermeister der Stadt, womit er am 12. Dezember 1806 den offiziellen Titel eines Podestà erhielt.
Der Vizekönig, der am 3. Februar auf der ihm nach Mestre entgegengeschickten Barke in Venedig ankam, setzte durch einen feierlichen Akt Daniele Renier an die Spitze der Stadtregierung. Ihm standen neun Savi (Weise) zur Seite. Am 16. August wurde eine Büste Napoleons im Arsenal der Öffentlichkeit präsentiert, ein Werk von Pietro Cardelli.

### Aufhebung der Korporationen, Auflösung von Kirchengemeinden und 26 Klöstern, Umsiedlung des Patriarchen nach San Marco
Zunächst wurden am 29. November 1806 alle Wirtschaftsreformen gestoppt, doch dieses Dekret wurde am 16. Januar 1807 wieder aufgehoben. Im Januar 1807 wurde der große Weizenspeicher beim Dogenpalast auf Geheiß Napoleons abgerissen, wie bereits am 19. Mai 1806 die Kirche San Geminiano zerstört worden war. Zahlreiche andere Gebäude wurden von den Franzosen umgewidmet und ihren meist militärischen Bedürfnissen angepasst. Die Korporationen wurden aufgehoben, ebenso die Klöster. Eine Wohlfahrtsorganisation übernahm deren karitative Aufgaben, Grundschulen, wie die von Santa Caterina, entstanden. Das Teatro San Cassiano wurde 1807 geschlossen und 1812 gleichfalls abgerissen.
Der Sitz der Hauptkirche des Patriarchen wurde von Castello nach San Marco verlegt. Neuer Patriarch wurde der von Napoleon bestimmte Xavier Gamboni Nicola, ihm folgte 1807 Nicola Saverio Gamboni. Nach dessen Tod am 21. Oktober 1808 blieb der Sitz bis 1811 vakant. Am 23. April 1810 wurden 26 Klöster aufgehoben.

### Besuch Napoleons (Ende 1807), Beauharnais, Bau der Ala napoleonica am Markusplatz (1810), Zensus

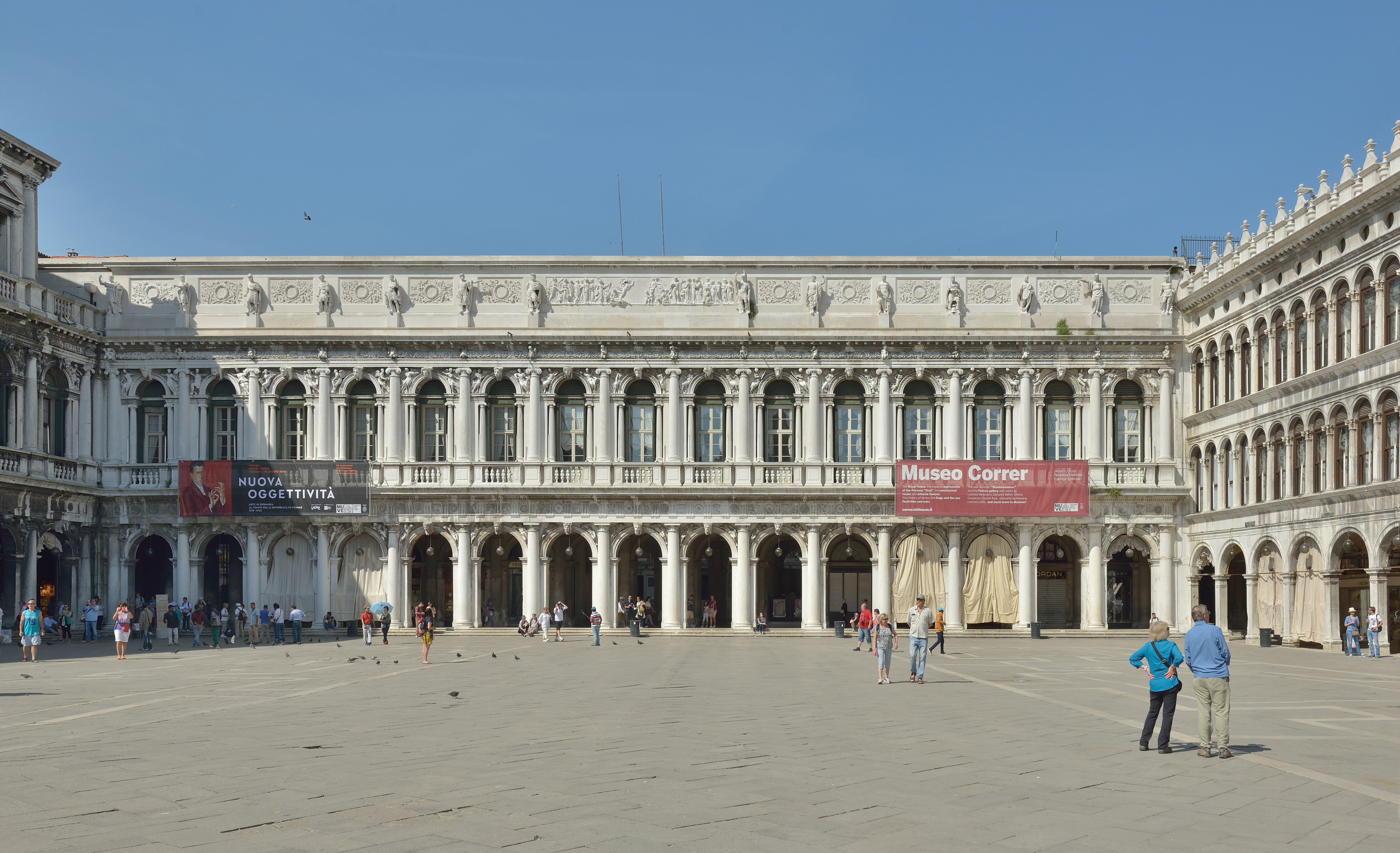
Der napoleonische Flügel (ala napoleonica) am Markusplatz

Vom 29. November bis zum 8. Dezember 1807 hielt sich Napoleon in Venedig auf. Beauharnais wurde am 20. Dezember Prinz von Venedig. 1810 verband ein optischer Telegraf erstmals Venedig mit Mailand. Im selben Jahr entstand der napoleonische Flügel der Prokuratien am Markusplatz.
Ende 1810 wurde auf Initiative des neuen, seit 1809 amtierenden Präfekten Francesco Galvagna, ein Zensus durchgeführt, zumal zahlreiche Bewohner die Stadt verlassen hatten, deren Einwohnerzahl meist auf 150.000 geschätzt worden war. Die Zählung ergab, dass nur noch 106.238 Menschen in 27.794 Familien in der Stadt lebten, wenn auch ihre Zahl geringfügig höher gewesen sein dürfte. Venedigs Hafen war zwar im April 1806 zum Freihafen erklärt worden, doch befand sich die Stadt in einer schweren Wirtschaftskrise. Die Erhebung beruhte vor allem auf Auskünften der nunmehr dreißig Gemeinden. Die Ergebnisse der zu dieser Zeit sieben Sestieri, da die Giudecca für sich gezählt wurde, waren folgende (nach Rossi, Tab. 1, S. 18):
San Marco 15.761 in 3.746 Familien
Castello 27.697, bzw. 6.891
Canal Regio 24.387, bzw. 9.103
S.ta Croce 11.728, bzw. 2.410
S. Polo 8.371, bzw. 1.758
Dorso Duro 15.421, bzw. 3.359
Giudecca 2.873, bzw. 527
Kennzeichnend war ein erheblicher Unterschied bei der Zahl der Männer (48.879) und der Frauen (57.359). Dieser ging vermutlich auf Migration, insbesondere Arbeitsmigration zurück. Davon waren Dorsoduro und die Giudecca besonders stark betroffen. Es folgten weitere Versuche, die Zahl der Einwohner zu ermitteln, wie 1811, als man 125.500 zählte, oder 1813, als es 116.000 waren (S. 54). Heute schätzt man die Einwohnerzahl des Jahres 1810 auf etwa 117.500, wobei ein Teil der Differenz sich daraus erklärt, dass einige Tausend Einwohner ihre Familien andernorts hatten, und daher nicht mitgezählt wurden. Dies galt etwa für Militärangehörige, aber auch für temporär Abwesende, etwa wegen länger anhaltender Arbeitssuche auf dem Festland. In den 1830er Jahren fiel die Einwohnerzahl erstmals wieder unter 100.000.

### Kunstschätze und Quellen für Paris
Am 21. Dezember 1809 fand eine Versammlung bei Renier statt, aus der wir wissen, dass die sechs Gemälde Tizians, die sich in der kleinen Kirche S. Nicolò di Palazzo befanden, einfach weiß übertüncht worden waren, und dass der Konvent in eine Kaserne umgewandelt worden war. Für den 19. Januar 1810 berief Renier eine Versammlung ein, bei der Leopoldo Cicognara, Präsident der Accademia di Belle Arti, deren Ständiger Sekretär, der Architekt Antonio Diedo, die Architekten Selva und Mezzani, die Maler David Rossi, Morelli und Filiasi anwesend waren. Da Napoleon verlangte, dass die bedeutendsten Werke der venezianischen Kunst und die wichtigsten Bücher und Quellenwerke nach Paris zu bringen seien, wollten sie dagegen protestieren. Doch ihr Anliegen wurde abgewiesen, Suchkommissionen visitierten die Archive und Bibliotheken und verlangten, die wichtigsten Werke zu nennen und herauszugeben.
Doch in Venedig kam es zu Widerstand. Beauharnais missfiel die zu große Redefreiheit in Venedig und die Respektlosigkeit gegenüber dem französischen Kaiser. Am 6. Januar 1811 schrieb Napoleon an den Vizekönig: „Es gibt Unruhe in Venedig. Sie veranstalten unnütze religiöse Szenen; veranlasst Order, und führt Exempel durch, die diese Turbulenzen beenden.“ Zwei Tage später erließ Napoleon aus den Tuilerien das Entlassungsdekret für den Podestà Daniele Renier.

### Sonderberater in Wien (1814), Präsident des Ateneo Veneto (1842–1846), Rückzug und Tod
Renier wurde 1812 socio des Ateneo Veneto, dessen Präsident er sehr viel später, nämlich von Mai 1842 bis Juli 1846 wurde. Renier ging 1814 nach Wien und wurde zum Sonderberater Österreichs in venezianischen Fragen. Am 16. Dezember 1817 erhielt er den Titel Conte dell’Imperio (Graf des Kaiserreichs), auch wurde er Commendatore dell’Italico Ordine della Corona Ferrea und Imperial Regio Ciambellano.
1846 zog er sich aus den öffentlichen Ämtern in sein Haus in Trivignano zurück, wo er am 16. Juni 1851 starb.